# Fljótsdalshreppur
Fljótsdalshreppur és un municipi d'Islàndia a la regió oriental d'Austurland. Té una extensió de 1.516 km² i una població de 90 habitants l'1 de gener de 2025. Aquest fet el converteix en el municipi menys poblat d'Austurland i un dels menys poblats de tot Islàndia

## Localització
Fljótsdalshreppur és un dels pocs municipis d'Islàndia que no tenen sortida al mar. Es troba al final de la vall de Fljótsdalur, a la vora del llac Lagarfljót. Està envoltat a l'oest, al nord i a l'est pel municipi molt més gran de Fljótsdalshérað, amb la població d'Egilsstaðir com a assentament més proper i principal, a 35 quilòmetres de distància. Al sud-est i al sud es troben els municipis de Djúpavogshreppur i Hornafjörður, accessibles només a través d'Egilsstaðir. Al sud-est es troba el gran camp de gel de Vatnajökull.

## Personatges il·lustres
- Gunnar Gunnarsson (1889-1975), escriptor i novel·lista islandès.